# Juan Gómez Chapetes
Juan Gómez (* 26. Juni 1924 in Guadalajara, Jalisco; † 9. Mai 2009), auch bekannt unter dem Spitznamen Chapetes, war ein mexikanischer Fußballspieler, der im Angriff agierte.

## Biografie
Juan "Chapetes" Gómez erlernte das Fußballspielen beim Club Occidente de Atemajac und unterschrieb seinen ersten Profivertrag vermutlich 1944 oder 1945 bei Atlas Guadalajara, mit dem er 1946 Pokalsieger wurde. Fünf Jahre später führte er die Rojinegros als Kapitän in der Saison 1950/51 zu ihrem einzigen Meistertitel. Bei Atlas stand er noch bis 1954 unter Vertrag und kam im selben Jahr zu einem WM-Einsatz gegen Brasilien (0:5), was zugleich sein einziger Einsatz für die mexikanische Nationalmannschaft war. 
1954 wechselte Chapetes zum Stadtrivalen Chivas, gegen den der Clásico Tapatío bestritten wird. Dort stand er 2 Jahre unter Vertrag, ehe er zum Club Deportivo Tampico wechselte, in dessen Reihen er seine aktive Laufbahn ausklingen ließ.
In den letzten Monaten seines Lebens hatte Gómez schwere gesundheitliche Probleme. Er verstarb am Samstag, den 9. Mai 2009.

## Spitzname
Seinen Spitznamen Chapetes, in Lateinamerika eine geläufige Bezeichnung für neu angekommene Europäer, erhielt er wegen seiner roten Wangen, die er häufig während des Spielens hatte.

## Erfolge
- Mexikanischer Meister: 1951
- Mexikanischer Pokalsieger: 1946, 1950
- Supercup: 1946, 1950, 1951